# De blikken blutser
De blikken blutser is een kort stripverhaal uit de reeks van Suske en Wiske. Het is geschreven door Peter Van Gucht en getekend door Luc Morjaeu. Het verhaal is gepubliceerd in Tros Kompas van 1 oktober 2005 tot 4 maart 2006. Het werd samen met Het mopperende masker uitgebracht in albumvorm op 15 februari 2006.

## Personages
In dit verhaal spelen de volgende personages mee:
- Suske, Wiske, Lambik, koetsier, Magister Excrucior (van het winkeltje met kruiden tegen van alles en nog wat, professor Barabas), prinses Gwendoline, koning Theofilus (Theofiel Boemerang), Hudo Van Krampendarm, Chipo, Berthold, Lilliput Van Cortgestuickt (Harnassen Herr von Glanz), Graaf Van Zwickzwack (Les Conserves), ridder Obesitas, de zwarte ridder Jeroen (Jerom), prinses Sidolina (tante Sidonia).

## Het verhaal
Suske, Wiske en Lambik maken een wandeling en Wiske vraagt of het niet tijd wordt om eens te trouwen. Suske heeft last van hooikoorts en de vrienden zien een oud kruidenwinkeltje met kruiden tegen van alles en nog wat. In de winkel zien de vrienden mensen in middeleeuwse kleding en professor Barabas staat achter de toonbank. De man vertelt dat hij niet Barabas, maar Magister Excrucior, heet en geeft de vrienden een middel tegen hooikoorts. Hij vraagt een stuiver en herkent een bankbiljet niet, als de vrienden naar buiten lopen zien ze dat ze in de Middeleeuwen zijn aangekomen en hun kleding is veranderd. Lambik zegt dat er een nieuw filiaal van Bokrijk is geplaatst en ze ontdekken dat het kruidenwinkeltje gesloten is. De vrienden zien een koets verongelukken en helpen de bestuurder en prinses Gwendoline. De prinses vertelt dat ze vluchten voor rabauwen die het goud van de koning willen en Lambik verjaagt de mannen. De vrienden worden uitgenodigd op het kasteel en ontmoeten de vader van Gwendoline, die erg op Theofiel Boemerang lijkt. De koning vertelt dat hij Theofilus de zeven-en-een-halfste is en hij laat Lambik zien dat hij harnassen produceert en herstelt. Ook verkoopt hij gebruikte harnassen met zijn Theofilus Harnassen NV en de koning vertelt dat hij concurrentie heeft van Harnassen Herr von Glanz uit het oosten en de heren Les Conserves uit het zuiden, maar Ridder Blickenbus is zijn grootste concurrent. Ridder Blickenbus laat zijn harnassen in lageloongraafschappen produceren en daardoor is de prijs erg laag, maar de kwaliteit minder. De koning wil een toernooi organiseren om te bewijzen dat zijn harnassen het beste zijn en hij wil dat Lambik in zijn plaats deelneemt. Lambik weigert, maar als hij hoort dat de winnaar van het toernooi met de prinses mag trouwen, stemt hij toch toe.
Prinses Gwendoline leidt de kinderen rond in het kasteel, maar wil niet dat ze een toren betreden waar Wiske iemand hoort huilen. Suske en Wiske willen tijdens het toernooi de toren verkennen omdat ze de zaken niet vertrouwen in het kasteel. Voor Glanz strijdt ridder Lilliput Van Cortgestuickt en deze dreigt Lambik te verslaan, maar dan kan zijn harnas niet meer bewegen. Iemand heeft lijm in het harnas gestopt en Lambik wint dit toernooi. Als Lambik het opneemt tegen graaf Van Zwickzwack valt de tegenstander zelf van het paard door de geur van stinkkaas in zijn hel en Lambik kan deze tegenstander ook verslaan. De handlangers van de koning hebben honing in het harnas van ridder Obesitas gestopt en Lambik verslaat deze man ook met gemak. Lambik wordt tot winnaar uitgeroepen, want de andere tegenstanders durven het niet meer tegen hem op te nemen. Vlak voordat hij zijn prijs in ontvangst mag nemen verschijnt de zwarte ridder en deze zegt dat hij Jeroen is en heeft gezien dat de handlanger van de koning het toernooi heeft gesaboteerd. Lambik is boos als hij hoort dat de wedstrijden niet eerlijk zijn verlopen en gaat het duel met Jeroen aan. Jeroen is sterker dan Lambik, maar als zijn harnas wordt gesloopt neemt hij de benen omdat hij hier geen kleding onder draagt. Suske en Wiske komen in de toren en zien prinses Gwendoline de torenkamer verlaten, als ze van de toren dreigen te vallen worden ze nog net door iemand vastgegrepen. Het blijkt prinses Sidolina te zijn, ze is jaren in de toren opgesloten en zij is de prinses met wie Lambik mag trouwen. Lambik vlucht weg en gaat naar de kruidenwinkel, Suske en Wiske volgen hem en horen van de eigenaar dat de winkel gesloten is. Ze worden naar buiten gestuurd en zien dat dat ze niet langer in de middeleeuwen zijn.

## Achtergronden bij de uitgaven
- De publicatie in Tros Kompas begon met twee aankondigingen van 1 strook op 1 oktober 2005, waarna het verhaal volgde in 88 stroken van 8 oktober 2005 tot en met 4 maart 2006. Het is daarmee het tweede verhaal, dat in deze televisiegids wordt gepubliceerd.
- Het verhaal werd samen met Het mopperende masker uitgebracht als nummer 290 in de vierkleurenreeks op 15 februari 2006. Op de omslag staat een scène uit dit verhaal.

## Voetnoten
1. ↑  De naam van Jerom werd in de Hollandse druk vertaald in Jeroen